# DOK Delft
DOK Delft is de openbare bibliotheek in Delft. 
In 2018 werd het gebouw aan het Vesteplein verbouwd tot een nieuw cultureel centrum, genaamd OPEN. Hierin is, naast de oorspronkelijke bibliotheek, ook de Vrije Academie Delft, ook wel De VAK genoemd, gevestigd.
De naam DOK is ontstaan door een fusie van de voormalige DiscoTake, de Openbare bibliotheek Delft en het Kunstcentrum Delft. Sinds januari 2006 vormen zij samen DOK. In mei 2007 is zij een nieuw gebouw ingetrokken aan het Vesteplein (Zuidpoort). Daarnaast is er een tweede vestiging in de wijk Voorhof.
Als Library Concept Center wint DOK in 2006 en 2007 verschillende prijzen op het gebied van innovatie, hieronder de Innovatiestimulans bibliotheekvernieuwing. Ook ontwikkelt DOK in die periode een nieuw databasesysteem onder de naam ‘Clientrix’. Uiteindelijk wordt DOK Delft eind 2009 door een vakjury onder auspiciën van Bibliotheekblad uitgeroepen tot ‘beste Bibliotheek van Nederland’. In 2013 is DOK opnieuw genomineerd als Beste Bibliotheek van Nederland.